# Hugo Lundevall
Knut Hugo Valfrid Lundevall (* 7. Dezember 1892 in Estuna; † 16. Januar 1949 in Stockholm) war ein schwedischer Schwimmer.

## Karriere
Lundevall nahm 1912 an den Olympischen Spielen in Stockholm teil. Hier scheiterte er im Wettbewerb über 100 m Rücken als Dritter des zweiten Vorlaufs am Halbfinaleinzug.